# سيف الدين عبد الفتاح
سيف الدين عبد الفتاح أكايديمي وباحث مصري، مواليد 1954، أستاذ بقسم العلوم السياسية بكلية الاقتصاد والعلوم السياسية جامعة القاهرة من عام 1998م، ومستشارا أكاديميا للمعهد العالمي للفكر الإسلامي، القاهرة. وعضو هيئة تدريس بجامعة العلوم الإسلامية والاجتماعية بفرجينيا.
في عام 2012 شغل منصب مستشار رئيس الجمهورية في عهد الرئيس المصري الأسبق محمد مرسي إلا أنه استقال من منصب في 5 ديسمبر من نفس العام بعد أحداث الاتحادية وأعتزل العمل السياسي.
في 2010 حصل على جائزة الدولة التشجيعية في الفكر السياسي، من مؤلفاته: «في النظرية السياسية من منظور إسلامي» و «التجديد السياسي والواقع العربي المعاصر.. رؤية إسلامية».

## حياته
من مواليد القاهرة نوفمبر 1954، التحق بكلية الاقتصاد والعلوم السياسية وتخرج منها في عام 1978 بتقدير امتياز، حصل على الماجستير والدكتوراه في النظرية السياسية، وألتحق بهيئة التدريس بالجامعة حتى صار أستاذ بقسم العلوم السياسية.

## مناصب سياسية
تم تعينه مستشار للرئيس الأسبق محمد مرسي، واستقال من الفريق الرئاسي المصري يوم 5 ديسمبر 2012 احتجاجا على موقعة الاتحادية وأعلن اعتزاله العمل السياسي.

## جوائز وتكريم
حصل الدكتور سيف الدين عبد الفتاح على جائزة الدولة التشجيعية في الفكر السياسي في يونيو 2010.

## مؤلفاته
- التجديد السياسي والواقع العربي المعاصر: رؤية إسلامية.
- بناء المقاييس والتراث السياسى الإسلامي وقياس الفساد نموذجا لدى ابن خلدون.
- حول المنهاجية الإسلامية: مقدمات وتطبيقات.
- في النظرية السياسية من منظور إسلامي.